# Braunsapis pallida
Braunsapis pallida är en biart som beskrevs av Michener 1975. Braunsapis pallida ingår i släktet Braunsapis och familjen långtungebin. Inga underarter finns listade.